# 奧法倫鎮區 (伊利諾伊州聖克萊爾縣)
奧法倫鎮區（英語：O'Fallon Township）是位於美國伊利諾伊州聖克萊爾縣的一個行政鎮區。

## 地方資料
根據2010年美國人口普查的數據，奧法倫鎮區的面積為92.70平方千米，當中陸地面積為91.00平方千米，而水域面積為1.70平方千米。當地共有人口26467人，而人口密度為每平方千米285.51人。